# Gachīneh (ort i Iran)
Gachīneh (persiska: گچينه, گچينه پائين, گچينه بالا) är en ort i Iran.   Den ligger i provinsen Hormozgan, i den sydöstra delen av landet, 1 100 km sydost om huvudstaden Teheran. Gachīneh ligger 19 meter över havet och antalet invånare är 113.
Terrängen runt Gachīneh är platt. Havet är nära Gachīneh åt sydväst.Runt Gachīneh är det ganska glesbefolkat, med 25 invånare per kvadratkilometer. Närmaste större samhälle är Konārjū, 7,1 km sydost om Gachīneh. Trakten runt Gachīneh är ofruktbar med lite eller ingen växtlighet.